# 量子ビーム
量子ビーム（りょうしびーむ）は電子、中性子、陽子、光子などの量子性をもつ粒子や波の集団が同じ方向になすビーム状流れをいう。加速器、レーザー、原子炉などを使って平行に細く揃えられた粒子のビームや、レーザー光などの総称。本来、量子は、電子や原子といった具象的な物質の単位はなく、とびとびの値で表される物理量であり、一般に捉えにくい概念的な言葉である。量子ビームという言葉が登場したときも、量子はビームになるのか、など懐疑的な意見もあった。以前は放射線と呼ばれていたものがであることも場合も多い。量子ビームという言葉は、文部科学省の事業などによって専門家の間に急速に普及した。もともとの量子性粒子の性質及び、ビームとしての強度、エネルギー、パルス性などにより原子スケールでの物質の観察、微細加工、放射線治療など目的に応じ様々に利用される。

## 量子ビームの例

### レーザー光
レーザー発振器を用いてつくられる指向性、干渉性の高い光。可視光領域が一般的であるが、専門的には紫外線、X線また赤外線を発するレーザー装置もある。レーザー光による演出照明や、レーザー加工、レーザーメスなど身近で使われている。兵庫県にあるSACLAはX線自由電子レーザーとしてアメリカに次いで世界で2番目に建設された。大阪大学レーザー科学研究所の激光は世界有数の大型レーザー実験装置。

### 放射光
加速器を利用して光速近くで運動する荷電粒子の運動による、シンクロトロン放射によって得られる指向性の高い光。赤外線からX線・ガンマ線まで幅広いエネルギーの光を利用できる。原子スケールでの物質構造の観察や、エネルギー状態の研究に用いられる。新規材料や新薬の開発などに利用される。兵庫県にある大型放射光利用施設SPring-8は国内最大規模。

### X線ビーム
発見者ヴィルヘルム・レントゲンの名をとってレントゲン線とも呼ばれるエネルギーの高い光のビーム。X線の物質による吸収を利用したX線撮影は医療診断や非破壊検査に、X線の回折を利用したX線回折は物質原子スケールの構造を調べるのに用いられる。X線分光は物質のエネルギー状態を知ることができる。X線照射治療にも利用される。植物やショウジョウバエなどに照射して、人為的に突然変異を誘発するのにも用いられる。高速の電子線を金属ターゲットに衝突させるとX線が発生する。エネルギーの高い放射光やレーザー光としても生成される。

### 電子ビーム
金属などから熱電子放出により電子を発生させ、電場で加速してビーム状にしたもの。以前はブラウン管などにも利用された。電子の回折を利用した電子回折や電子顕微鏡は物質の構造を調べることができる。物質との相互作用がつよく、加熱、加工、溶接などにも用いられる。とくにサブミクロンレベルの加工に優れる。

### ミュオンビーム
ミュー粒子ともに呼ばれる。ミュオンは宇宙線として地球に降り注いでいる。これを利用して、火山や大型建築物を画像診断するミュオグラフィなどがある。磁性体の研究や高エネルギー物理の研究用には人工的に発生させることが多い。ミュオンは加速器で加速された陽子をベリリウム原子核などに衝突させ発生させたパイ中間子の崩壊により発生する。

### 中性子ビーム
中性子は、透過力が強く電荷をもたず電気的に中性である。磁気的な性質がつよく磁性体の研究によく用いられる。X線などと同様に非破壊検査や構造解析に用いられる。X線構造解析と組み合わせることで生体物資の中の水素や水分子の位置を特性するのに優れる。人工放射性元素の製造にも利用される。加速器で加速された陽子をターゲットに照射して核破砕反応を起こし発生させたり、原子炉内の核分裂によって発生させる。国内では加速器を用いた中性子発生施設としては茨城県のJ-PARC、原子炉を用いた発生装置としては日本原子力研究開発機構、京都大学複合原子力科学研究所、近畿大学の研究炉がある。

### 陽子ビーム
水素から電子をはぎ取って得られた陽子を加速器を使って加速してビーム状にしたもの。物質の照射された陽子ビームは、陽子ビームのエネルギーに依存した特定の深さまで進み、陽子が停止する直前に物質にエネルギーを与える。この性質を利用した陽子線治療は体の中の腫瘍をターゲットとした治療に優れる。国内には14か所の陽子線治療施設があり世界で一番多い。陽子ビームは高エネルギー物理学実験のほか、ほかの量子ビームを作るのにも利用される。

### イオンビーム
イオンを加速器で加速しビーム状にしたもの。細く絞ったイオンビームを物質に照射して試料表面の原子をはじき飛ばす微細加工、イオンビームによりイオンを積み上げる蒸着加工などの加工ができる。イオンを利用した顕微鏡による顕微鏡は試料の原子スケールの観察ができる。また、植物にイオンビームを照射して、品種改良を行うイオンビーム育種にも用いられる。

### 重粒子線
重粒子は素粒子物理学ではバリオンを指すが、量子ビームとしてはイオンビームのうち医療に用いられるものを指すことが多い。重粒子線治療に用いられる重粒子ビームは主に炭素イオンを加速器を使って光速の70%程度に加速したものである。陽子線と同様に体内深部の腫瘍をターゲットとした治療に優れる。重粒子線治療施設はHIMACを初め現在国内に6か所ある。

### 原子核ビーム
ある程度重い原子核のビーム。不安定核ビームはRIビームと呼ばれる。原子核同士の衝突より別の元素を生成することもできる。2016年に正式名称が決まった原子番号113の元素ニホニウムは亜鉛の原子核とビスマスの原子核の衝突により生成された。この研究は理化学研究所のRIビームファクトリーで行われた。